# Bière belge
Les bières belges comptent parmi les plus variées et les plus nombreuses collections de bières dans le monde.
Elles varient de la très populaire « pils » aux appellations exclusivement belges de lambic (fermentation spontanée), vieille brune, bière rouge ou bière brut en passant par les célèbres trappistes et autres bières d'abbaye ou de saison. 
Depuis 2016, la bière belge est inscrite au patrimoine culturel immatériel de l'UNESCO sous le titre de : La culture de la bière en Belgique.

## Historique

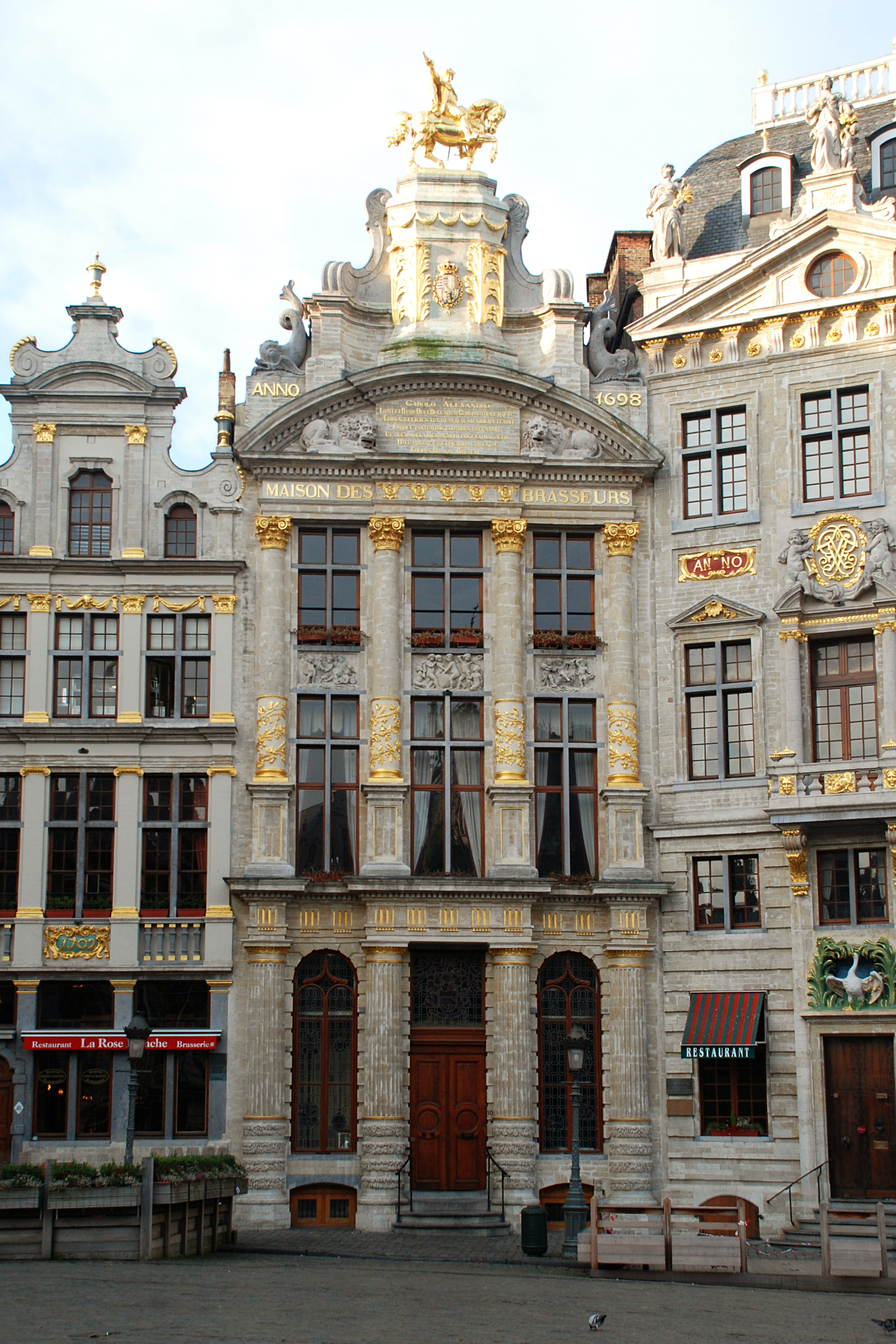
Maison des Brasseurs à Bruxelles (Maison de l'Arbre d'Or).

- La guilde des brasseurs de Bruges voit le jour en 1308, celle de Liège en 1357[1] et celle de Bruxelles en 1365.

- Au XVIe siècle, la « Maison de l'Arbre d'Or » sur la Grand-Place de Bruxelles est rachetée par les brasseurs aux tapissiers. Restaurée en 1638, la maison des brasseurs est détruite lors du bombardement de Bruxelles par le maréchal de Villeroy en 1695. Reconstruite entre 1698 et 1707, elle est embellie en 1749. Après l'abolition des corporations, elle est vendue comme bien d'État en 1793 sous l'occupation française.

- 1708 : Sébastien Artois devient maître-brasseur de l'auberge brasserie De Hoorn à Louvain. En 1717, il donne son nom à l'établissement.

- 1831 : création de l'abbaye Saint-Sixte. En 1838, une brasserie y est adjointe. En 1863, c'est aussi le cas à Chimay.

- 1851 : alors que les secrets du brassage se transmettaient de maître à apprenti, le « Traité complet de la fabrication des bières et de la distillation des grains » est édité à Bruxelles.

- 1875 : première mention de la gueuze dans le « Dictionnaire de la Brasserie » de A. Laurent.

- 1869 : création de l'Association générale des brasseurs de Belgique, elle regroupe 200 brasseries.

- 1887 : ouverture de la première école de brasserie en Belgique, l'institut supérieur de brasserie, à Gand. La même année, une section « brasserie » est créée à l'université catholique de Louvain.

- 1900 : la Belgique compte 3 223 brasseries, produisant 14 617 000 hectolitres. À cette date, le Belge boit en moyenne 202 litres de bière par an. Il dispose pour cela de 185 036 débits de boissons, soit un pour 32 habitants. Ce nombre augmentera jusqu'à 214 405 en 1912.

- La Première Guerre mondiale réduit le nombre de brasseries à 2 109, la seconde à 789. Ces diminutions s'expliquent par la mobilisation des hommes, le vol des cuves en cuivre pour l'industrie de l'armement, mais aussi par la réquisition du charroi[2] et des chevaux de trait, et par le manque de matières premières.

- 1916 : Hendrik Verlinden, ancien ingénieur-brasseur qui avait travaillé à l'abbaye de Westmalle reprend la brasserie De Drie Linden. En 1931, il brasse un produit similaire à la Westmalle double, la Witkap Pater, qu'il intitule trappiste, au grand dam des moines. Ces derniers obtiendront bien plus tard la protection du nom.

- 1919, la loi Van de Velde interdit le débit d'alcool de plus de 22 %, ce qui provoque une hausse de la demande de bières fortes. La consommation de bière passe d'ailleurs de 143 litres par an et par personne en 1920 à 202 litres en 1930.

- 1928 : Alken lance la première pils belge, la Cristal.

- À cette époque, les brasseurs belges révolutionnent le monde de la brasserie avec la refermentation en bouteille, qui va se développer après la Seconde Guerre mondiale.

- 1934 : les moines de Westmalle brassent la première triple.

- 1950 : les moines de l'abbaye d'Affligem concluent un accord avec la brasserie De Hertog à Anvers pour poursuivre le brassage de leurs bières. C'est le début des bières d'abbaye brassées par des laïcs.

- 1951 : conscient de l'importance du bon service de la bière, les brasseurs créent la Commission Nationale du Débit de la Bière, qui deviendra Office national du débit de la bière, puis Bon Service de la Bière qui disparaîtra en 2002.

- 1952 : création de la Chevalerie du Fourquet.

- 1954 : la Maison des Brasseurs sur la Grand-Place de Bruxelles redevient maison corporatiste. En plus de la corporation des brasseurs et la Chevalerie du Fourquet, elle abrite un musée de la brasserie au sous-sol.

- 1954 : brassage de la « première » Leffe par Albert Lootvoet, brasseur à Overijse.

- 1957 : la dernière brasserie produisant de la bière blanche, la brasserie Tomsin, ferme ses portes à Hoegaarden.

- 1962 : les appellations « trappiste » et « bière trappiste » sont protégées.

- 1966 : Pierre Célis, laitier de son état, fait son premier brassin de blanche de 350 litres. La Blanche de Hoegaarden renaît.

- 1978 : la brasserie Cantillon devient le musée bruxellois de la gueuze.

- 1979 : petit à petit, les différentes associations de brasseurs se regroupent et créent la Confédération des Brasseurs de Belgique qui deviendra « les Brasseurs Belges » le 19 septembre 2001.

- Fin des années 1970 : les premières microbrasseries naissent en Belgique (Eloir en 1979, qui deviendra l'Abbaye des Rocs)

- 1982 : premier brassin de Chouffe de 49 litres. La première année, deux hectolitres sont produits (17 000 en 2003)

- 1985 : la brasserie De Kluis est ravagée par un incendie. Relancée en 1986, mais plus tard en difficulté financière, Interbrew en devient actionnaire.

- 1986 : année de la bière. Les bières dites spéciales connaissent un essor important.

- 1988 : les brasseries Artois et Piedbœuf fusionnent et donnent naissance à Interbrew. La même année, les brasseries Van Alken et Maes forment Alken-Maes.

- 1990 : Interbrew rachète la brasserie De Kluis et la licence de fabrication de la blanche.

- 1997 : les brasseurs et assembleurs de lambic créent l'HORAL. La même année, le logo « Produit trappiste authentique » fait son apparition. En réaction, la Confédération des Brasseurs de Belgique créera le label « Bière belge d'Abbaye reconnue »

- 2003 : la Belgique compte 115 brasseries, produisant 15 650 224 hectolitres. Mais le plus remarquable est l'évolution des exportations, de 5 000 hectolitres en 1900, elles atteignent les 6 738 198 hectolitres en 2003. La consommation moyenne par an et par habitant s'est réduite à 96 litres en Belgique. Mais, si le Belge boit moins, il boit « mieux ». Si la pils est toujours sa bière favorite, la consommation de spéciales représente 35 % du total.

- 2004 : Interbrew fusionne avec le brasseur brésilien Ambev (alors 4e mondial). Inbev devient le premier producteur mondial.

- 2006 : les exportations dépassent pour la première fois la consommation intérieure[3].

- 2007 : création du label Belgian Family Brewers regroupant les brasseries familiales de plus de 50 ans d'existence.

- 2008 : Inbev fusionne avec le brasseur américain Anheuser-Busch. Anheuser-Busch Inbev est ainsi créé et maintient sa place de leader mondial.

- 2012 : la Belgique produit 18 751 008 hectolitres dont 62,32 % sont exportés. La consommation intérieure est alors de 8 227 841 hectolitres[3], soit environ 74 litres par habitant.

- 2015 : le nombre de brasseries de production ne cesse de s'accroître pour franchir le chiffre de 200. La plupart des nouvelles brasseries sont de petites unités artisanales.

- 2016 : L'Unesco inscrit la bière belge au patrimoine culturel immatériel de l'humanité[4].

La renommée des bières belges est supportée par des experts en la matière, comme l'écrivain Michael Jackson. Même si les ventes sont actuellement dominées par le groupe brassicole AB InBev suivi d'Alken-Maes, Duvel Moortgat et Palm Belgian Craft Brewers, la Belgique compte en 2016 un peu plus de 200 brasseries de production et plus de 2500 variétés de bières dont certaines sont des bières à façon. Si l'on compte également les bières uniques à production limitée (bières à étiquette), le nombre de bières dépasse les 8700.

## Distribution et disponibilité
De nos jours, les bières belges sont vendues en bouteilles en verre de couleur brune ou parfois vert foncé, qui permettent d'éviter les effets négatifs de la lumière sur le breuvage. Elles sont fermées par un bouchon, une capsule ou parfois les deux.  Certaines bières sont « à refermentation dans la bouteille ». Même si l'on peut acheter les marques principales dans un choix de supermarchés, les magasins spécialisés qu'on retrouve un peu partout offrent une sélection beaucoup plus vaste, mais souvent un peu plus chère.
La Belgique compte littéralement des milliers de cafés qui proposent un choix très vaste aux consommateurs. Citons parmi les plus connus : « Le Bier Circus », « L'atelier »,  «Rolling Friends Homebrewery» ,« Chez Moeder Lambic », « Estaminet du Théâtre Royal de Toone »,  « À la Mort Subite » et « Delirium Café » à Bruxelles, « Kulminator   et « Oud Arsenaal » à Anvers, « De Garre » et « 't Brugs Beertje » à Bruges, « Het Hemelrijk » à Hasselt, et « Het waterhuis aan de bierkant » à Gand, « Le Vaudrée » à Liège.
La grande majorité des bières belges est disponible uniquement en bouteilles. Les bières au fût sont essentiellement les pils et exceptionnellement quelques autres variétés. Les bières anciennes deviennent légèrement plus faciles à trouver. Les bières en bouteilles qui ont pu vieillir correctement présentent souvent une évolution gustative très positive.
Afin de profiter pleinement de la variété de goûts, chaque bière doit être servie à sa température idéale (généralement ordre de grandeur, température de cave 8-15 °C). 

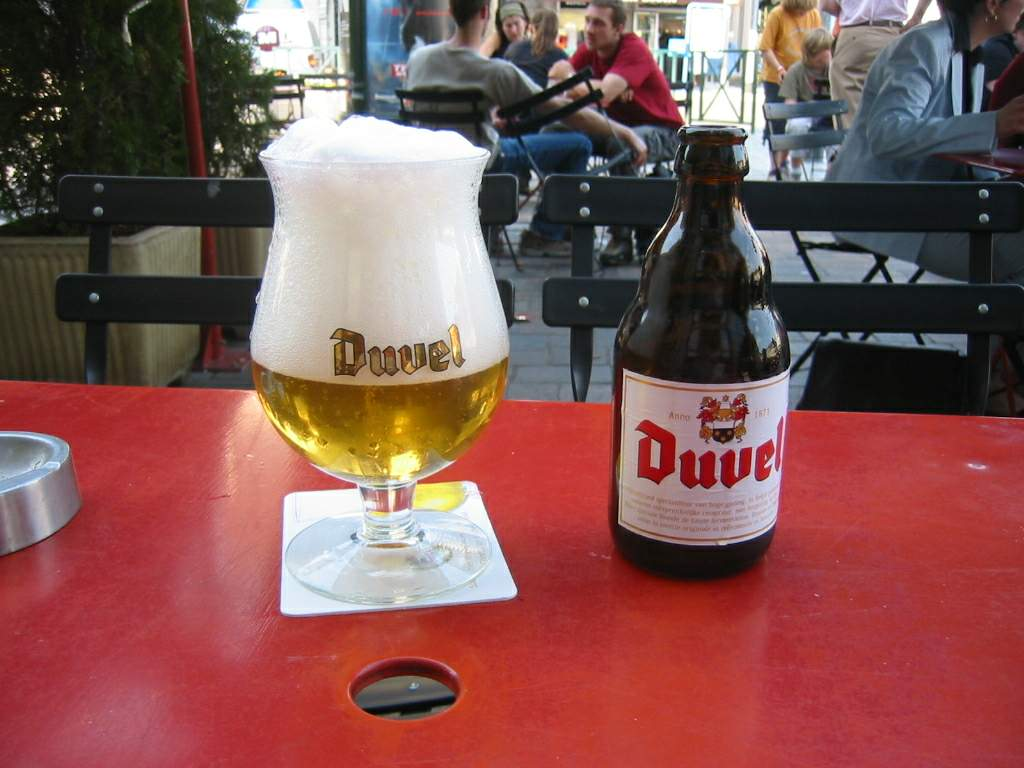
Verre spécifique Duvel.

La plupart des bières belges sont servies dans leur verre spécifique dont les formes sont très variées (gobelet à large ouverture, verre en forme de tulipe, verre à pils…). Le logo est mentionné systématiquement sur le verre. Les formes différentes servent à mettre en valeur le goût et les arômes de ladite bière par le chemin que les bulles prennent le long des parois du verre. Dernièrement, cette pratique des verres spécifiques a été introduite aux États-Unis, sous la pression des brasseurs belges qui veulent absolument que leurs produits soient servis dans le verre adéquat.
Les bouteilles existent en plusieurs contenances : 25 cl, 33 cl, 37,5 cl, 75 cl et multiples de 75 cl. Les bouteilles de 37.5 cl sont généralement réservées aux lambics. Les autres bières sont mises en bouteilles de 25 cl ou 33 cl, selon la marque. Les grandes bouteilles (75 cl) sont en vente dans certains magasins d'alimentation, mais le choix est souvent limité. Pour les toutes grandes bouteilles, la nomenclature est celle du champagne, mais ces bouteilles sont vraiment très rares.
Les trois marques de bière les plus consommées en Belgique sont produites par le groupe brassicole AB InBev. Il s'agit dans l'ordre de la pils Jupiler (Brasserie Jupiler à Liège), la bière d'abbaye Leffe (Brasserie Artois à Louvain) et la bière blanche Hoegaarden (Brasserie Hoegaarden à Hoegaarden).

## Protection et logos
Plusieurs brasseries se sont regroupées au sein de quelques sociétés garantissant l'origine et la qualité de leurs bières. Il en existe actuellement cinq en Belgique. En général, la bière arbore le logo de cette société sur l'étiquette :
- le logo Authentic Trappist Product se retrouve sur l'étiquette de chaque bière trappiste labellisée. Ceci concerne 6 marques de bière en Belgique (et 5 hors de Belgique).
- le logo Belgian Family Brewers est présent sur l'étiquette des bières provenant de brasseries familiales ayant plus de 50 ans d'existence. 20 brasseries et 150 bières sont concernées.
- le logo Bière belge d'Abbaye reconnue est attribué pour les bières d'abbaye reprenant les différentes conditions d'admissibilité de cette société. 23 marques et une centaine de variétés de  bières en font partie.
- 11 brasseries produisant des bières à fermentation spontanée (de type lambic) se sont regroupées au sein du HORAL, acronyme en néerlandais de Hoge raad voor ambachtelijke lambikbieren pour Haut conseil pour lambiques artisanales.
- depuis 2015, l'Agence Wallonne pour la Promotion d'une Agriculture de Qualité (APAQ-W) a créé l'appellation Belgian Beer of Wallonia pour les bières produites exclusivement en région wallonne. 20 brasseries sont concernées

« La culture de la bière en Belgique » est inscrite dans la liste du patrimoine culturel immatériel établie par l'Unesco . L'information a été annoncée à Addis-Abeba le 30 novembre 2016.

## Typologie

### Fermentation basse

#### Bière de table
Ces bières à faible taux d'alcool (moins de 1,5 %) sont souvent vendues en grandes bouteilles, et accompagnent les repas. Ces bières sont un peu en perte de vitesse par la popularité croissante des sodas et eaux en bouteille. Il y a des versions blondes et brunes. Elles étaient servies au réfectoire des écoles jusques dans les années 1970 et quelques organisations œuvrent pour réinstaurer cette habitude, considérant les bières de table meilleures pour la santé des enfants que les sodas. De même, jusqu'aux années 1950, il existait des bières pour nourrices.

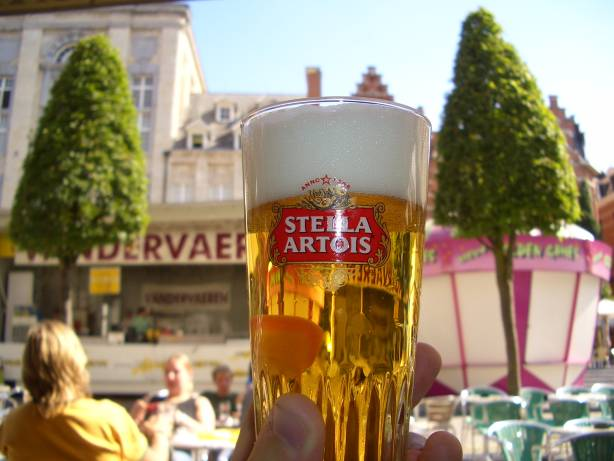
Stella Artois.

#### Pilsner ouPils
Même si la Belgique est célèbre pour ses bières spéciales, ce sont les pils qui sont les plus vendues sur le marché interne et en exportation. Les pils représentent 75 % de la production de bières belges. De fermentation basse, on les reconnaît aisément à leur couleur claire et leur goût doux. 
La marque la plus connue internationalement est Stella Artois, tandis que Jupiler et Maes sont les plus populaires sur le marché interne.

### Fermentation haute

#### Bière d'abbaye

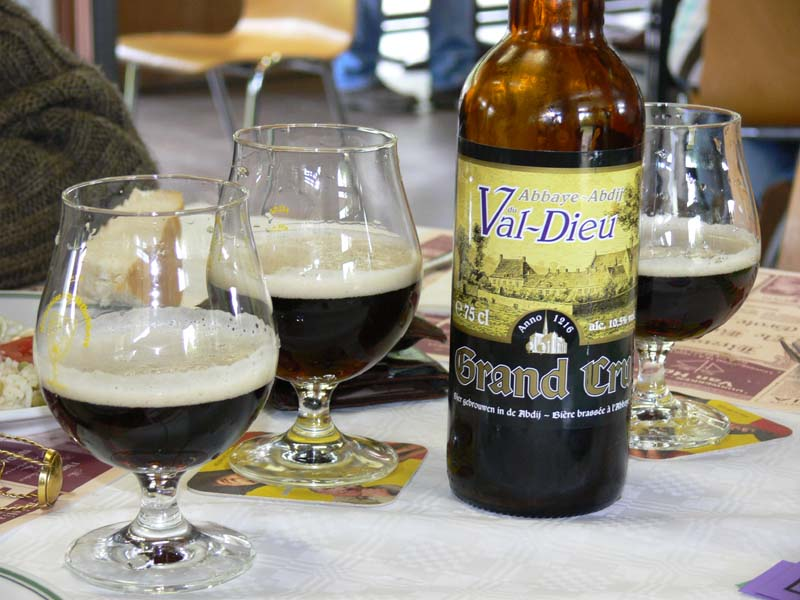
Val Dieu Grand Cru (bière d'abbaye).

Contrairement aux bières dites « trappistes », les bières d'abbaye sont brassées par des brasseurs commerciaux et tirent leur nom d'une abbaye abandonnée ou en fonction. Internationalement,  les marques les plus connues sont Leffe (Inbev) et Grimbergen (Maes). On peut également citer les « Tripel Karmeliet », les bières de « Maredsous », de « Watou », de « Saint-Feuillien », de « Floreffe », de « Val-Dieu », de "Cambron" etc.
Comme pour les bières trappistes, il ne s'agit pas que d'un seul style de bière, mais plutôt d'une dénomination qui couvre différents styles. Chaque marque possède plusieurs bières, des versions blondes et brunes, des degrés d'alcool de 6,5 % ou plus et des bières en bouteilles en version double et triple. Le brassage des bières d'abbaye n'est pas surveillé par des moines, mais par des brasseurs commerciaux qui utilisent le nom et la recette d'une abbaye qui a cessé de brasser. Seules quelques bières, comme la « Val-Dieu » et l'« Abbaye d'Aulne » sont encore brassées au sein de l'abbaye d'origine.
Depuis 1999, certaines bières d'abbaye jouissent d'une protection Bière belge d'Abbaye reconnue matérialisée par un logo apposé sur l'étiquette.

#### Trappiste

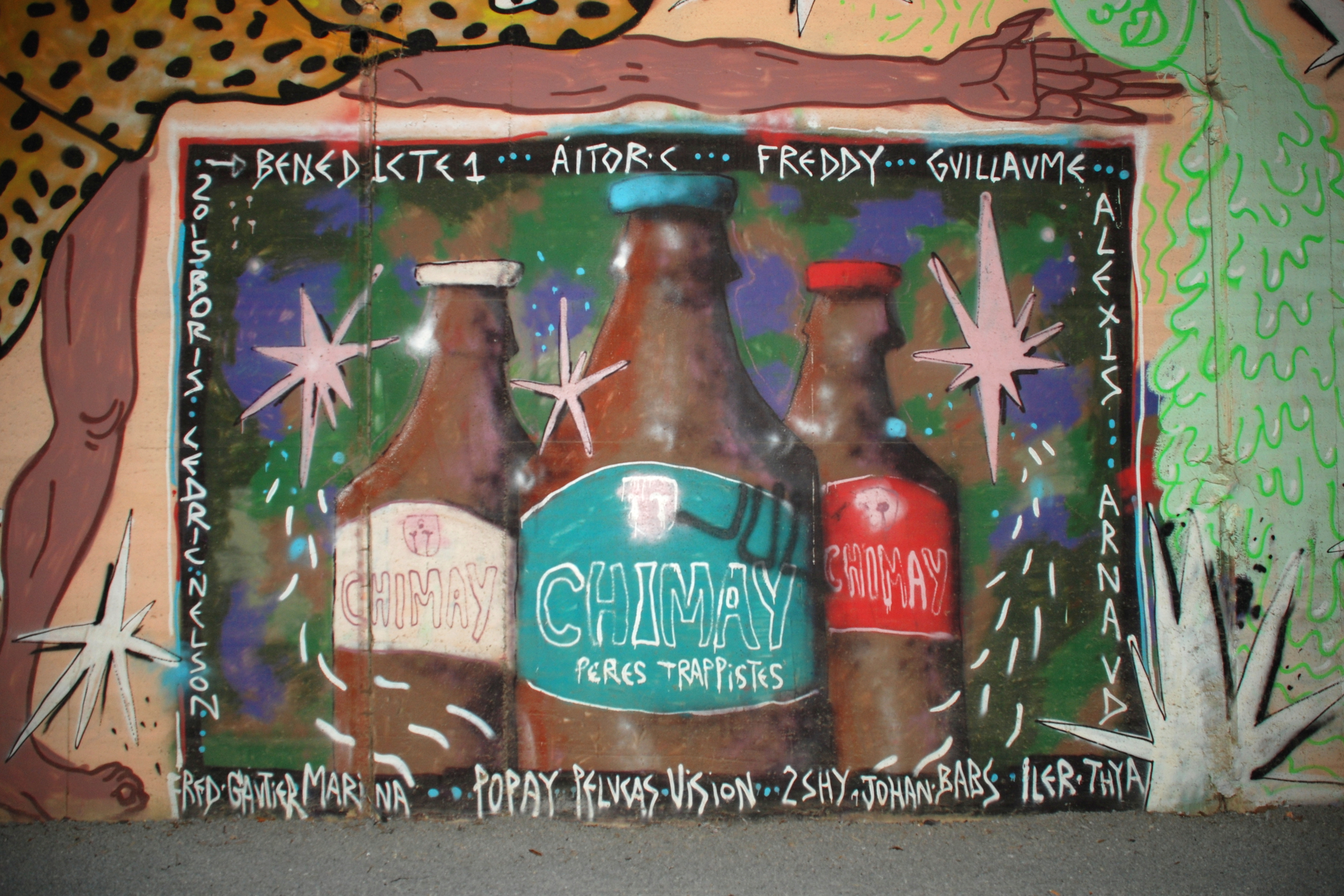
Bouteilles de Chimay représentées sur une peinture murale de la gare de Louvain-la-Neuve (Belgique).

Les trappistes sont du type « à fermentation haute » et brassées à l'intérieur d'une abbaye trappiste. L'entièreté du processus de fabrication doit être exécuté ou supervisé par les moines trappistes. En 2021, onze abbayes rencontrent les critères donnant le droit au label Authentic Trappist Product, et cinq sont situées en Belgique: West-Vleteren, Westmalle, Rochefort, Orval et Chimay. 
Les six autres bières trappistes labellisées sont les hollandaises La Trappe et Zundert, l'autrichienne Engelszell,  l'italienne Tre Fontane, l'américaine Spencer Trappist Ale et l'anglaise Tynt Meadow. 

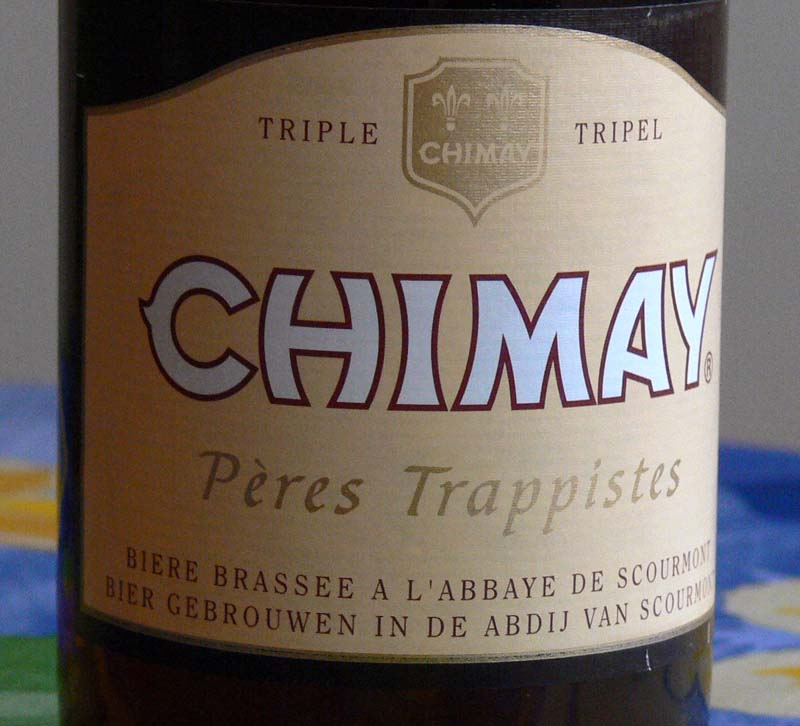
Chimay.
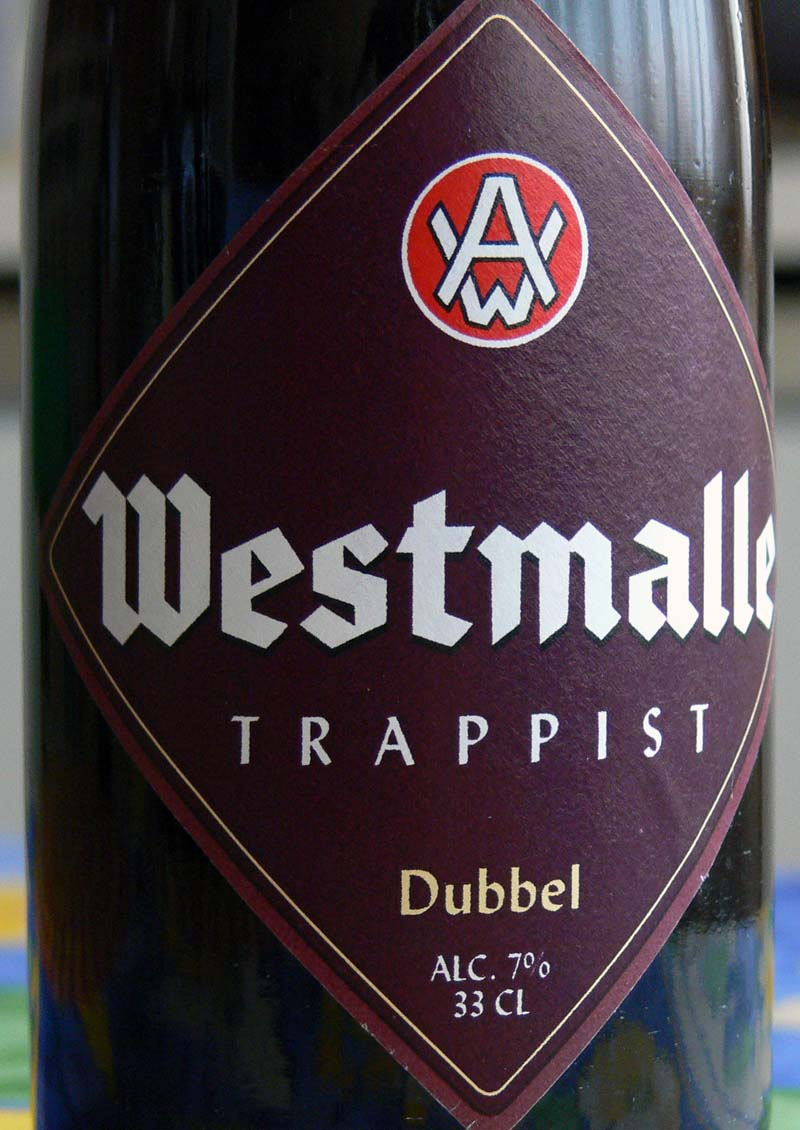
Westmalle.
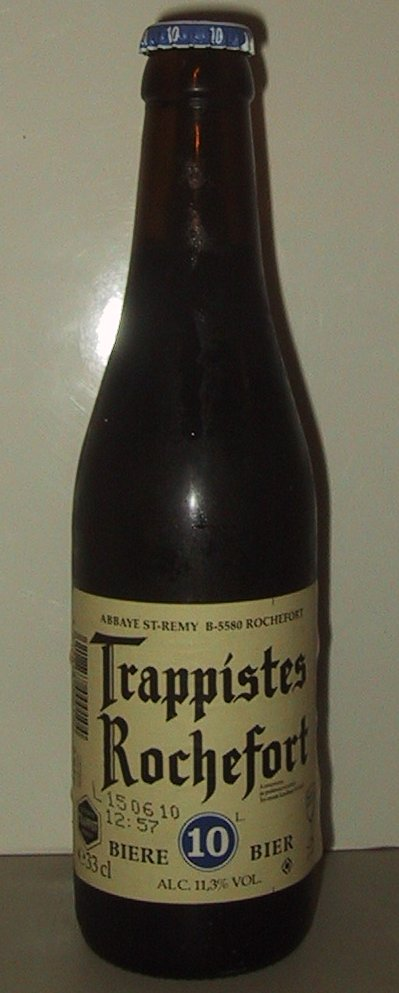
Rochefort.
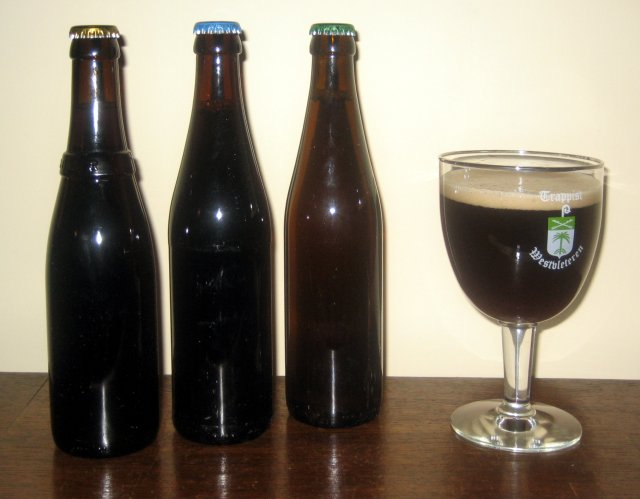
West-Vleteren.

#### «Double»
La bière dite « double » a une couleur brune caractéristique. Ce sont les moines trappistes de Westmalle qui ont développé ce style au XIXe siècle. Ces bières titrent un taux d'alcool de 6 % à 8 %. Nous connaissons les doubles des abbayes trappistes, mais aussi la « Sint Bernardus Pater », « Maredsous 8 » et la « Witkap Dubbel ». Les bières doubles sont généralement livrées en bouteilles.

#### «Triple» et «Quadruple»
Pour brasser ces bières blondes ou, rarement, brunes, le brasseur utilise plus de fermentables et une souche de levure plus résistante à l'alcool. Ces bières sont fortes de goût et de taux d'alcool. Quelques exemples : certaines bières trappistes ainsi que la « Sint Idesbald » et la « Brugse tripel ».

#### Bière AmbréeouSpéciale
Les recettes de ces bières sont des adaptations des ale britanniques (donc à fermentation haute) au goût du public belge. Durant les vingt dernières années, les bières ambrées sont devenues moins populaires. Lorsqu'elle était encore produite à Mont-Saint-Guibert, la Vieux-Temps était vraiment représentative du style de bière ambrée du Brabant Wallon. Aujourd'hui, on trouve encore quelques bières ambrées brassées dans le respect de la tradition. Meneur du marché, sans aucun doute : « Palm », une bière au goût prononcé. La « De Koninck », appelée bolleke grâce à son verre sphérique, est très populaire chez les habitants d'Anvers, où elle est brassée. Un autre exemple original est la « Gertrude », une bière ambrée avec une amertume soutenue qui peut être dégustée uniquement dans la ville médiévale de Nivelles. Généralement les bières ambrées contiennent entrent 5 et 5,5 % alc. vol.

#### Bière blanche

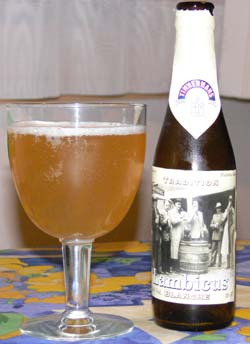
Lambicus Blanche.

Les bières blanches, appelées witbier en néerlandais, sont des bières contenant du froment malté ou non. Elles sont modérément douces et plutôt rafraîchissantes. On remarquera aussi les notes des épices utilisés, coriandre, pelures d'orange et cumin. On les sert parfois avec une tranche d'orange, surtout comme rafraîchissement en été. Ce type de bière, vieux de 400 ans, avait disparu dans les années 1950, mais a été ravivé par Pierre Celis dans sa brasserie de Hoegaarden. Il a aussi introduit ce style de bière aux États-Unis, où de nombreuses brasseries artisanales en produisent sous l'appellation « belgian style white ».
Quelques exemples typiques : La Binchoise blonde, Hoegaarden, Blanche de Bruges, Fruli ou encore Steendonk. Traditionnellement, ces bières étaient brassées dans la région orientale du Brabant.

#### Bière brut
Ce type apparu en 1997 est élaboré à partir de méthodes de vinification champenoise, et n'est encore brassé que par deux brasseries de Flandre-Orientale avec deux marques phares : Malheur et DeuS. Ces boissons très pétillantes et au volume d'alcool élevé sont de type à fermentation haute. Elles sont commercialisées en volume de 75 cl comme des bouteilles de Champagne.

#### Saison
Bières de campagne, comparables aux pale ale, brassées essentiellement en Région wallonne. Ces bières sont saisonnières, contiennent relativement peu d'alcool, et ont souvent un goût fruité qui les rend agréable à boire en saison chaude.

#### Vieille brune
Bières de campagne de Flandre orientale, ressemblant à s'y méprendre à la bière rouge. Liefmans en est le représentant principal.
De "poef" brouwerij, Lochristis, produit une bière, la Caulier Brune 6,8 %.

### Fermentation spontanée

#### Lambic
Ce sont des bières typiques de la Belgique, avec un goût acide très spécifique. Les lambics ne sont ni à fermentation haute, ni à fermentation basse, mais à fermentation spontanée par des levures sauvages qui sont présentes dans l'air dans les environs de Bruxelles et dans la vallée de la Senne. C'est là que les lambics sont brassées. On peut aussi les faire fermenter avec des bactéries qui agissent d'une façon similaire aux levures dans la consommation des sucres, la production d'alcool et de gaz carbonique, mais qui produisent des arômes uniques. Les lambics sont les seules bières à subir une fermentation spontanée de longue durée : de 3 à 6 mois, elles sont considérées « jeunes » ; de 2 à 3 ans, elles sont considérées « mûres ».
Le lambic est essentiellement servi à la pompe dans quelques cafés à ou autour de Bruxelles. Il est rarement mis en bouteilles.
Il y a quatre catégories de bières dérivées des lambics : « Gueuze », « Kriek », « Framboise » et « Faro ».
La gueuze, également appelée « Champagne de Bruxelles », est un assemblage de lambics jeunes et lambics vieux, afin de stimuler une refermentation. Souvent, comme les vins, les gueuzes se reposent pendant des années dans des fûts[Information douteuse].  Citons les marques  suivantes : « Mort subite », « Belle Vue », « Cantillon » , « Saint Louis », « Girardin », « Oud Beersel », « 3 Fonteinen » et « Boon ». 
Les bières fruitées sont brassées en ajoutant des fruits ou des jus de fruits au lambic. La variante la plus commune est la « Kriek », faite avec des cerises (du nord du pays, et parfois de Schaerbeek). Autres fruits utilisés : les framboises, les pêches, les myrtilles et les abricots (Fou'foune de Cantillon, très rare).
Pour brasser de la « Faro », dernière variante des bières lambics, on ajoute du sucre ou du caramel au lambic pour lancer la seconde fermentation.

### Fermentation mixte

#### Bière rouge
La brasserie Rodenbach a lancé ce type de bière il y a plus d'un siècle. Pour le brassage, on utilise des moûts grillés, une fermentation à l'aide de plusieurs variétés de levures pour fermentation haute et une culture de bacilles lactiques (comparable à la fabrication de yaourts). La bière repose ensuite en fûts de chêne. Il en résulte une bière moyennement forte, agréable à boire, de couleur rouge profond, et un goût typique, acide et fruité.